# Ter Hoogekerk
De Ter Hoogekerk is een kerkgebouw van de Gereformeerde Gemeenten aan de Willem Teellinckstraat in Middelburg, gebouwd in 1997 naar een ontwerp van architectenbureau Oskam. De bakstenen zaalkerk heeft 1.250 zitplaatsen. Het gebouw is eigendom van de Gereformeerde Gemeente Middelburg-Centrum.

## Geschiedenis
In verband met het steeds groter wordende parkeerprobleem bij de vorige kerk van de gemeente (de Segeersstraatkerk in het centrum van de stad) wordt besloten tot nieuwbouw. Op 16 januari 1996 geeft de gemeente Middelburg groen licht voor de start van de bouw. Op 13 mei 1997 wordt het gebouw geopend door een dienst waarin ds. J.J. Tanis voorging. Bij het gebouw is een parkeerterrein aangelegd met ruimte voor 250 auto's. Het gebouw heeft 70 zitplaatsen minder dan haar voorganger, dit in verband met opdeling van de Gereformeerde Gemeente van Middelburg in de gemeenten Middelburg-Centrum en Middelburg-Zuid.

## Kerkdiensten

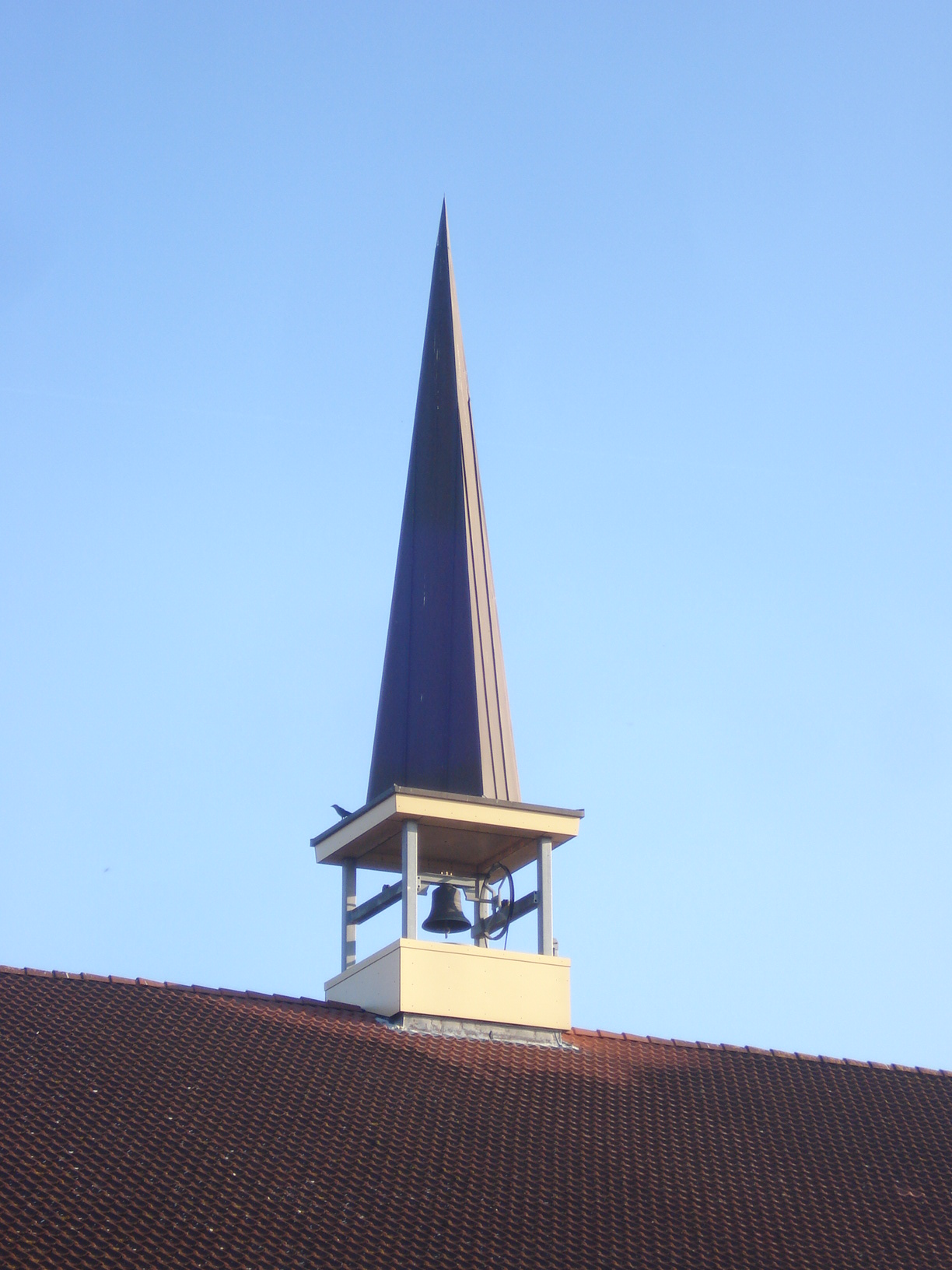
De toren op de kerk

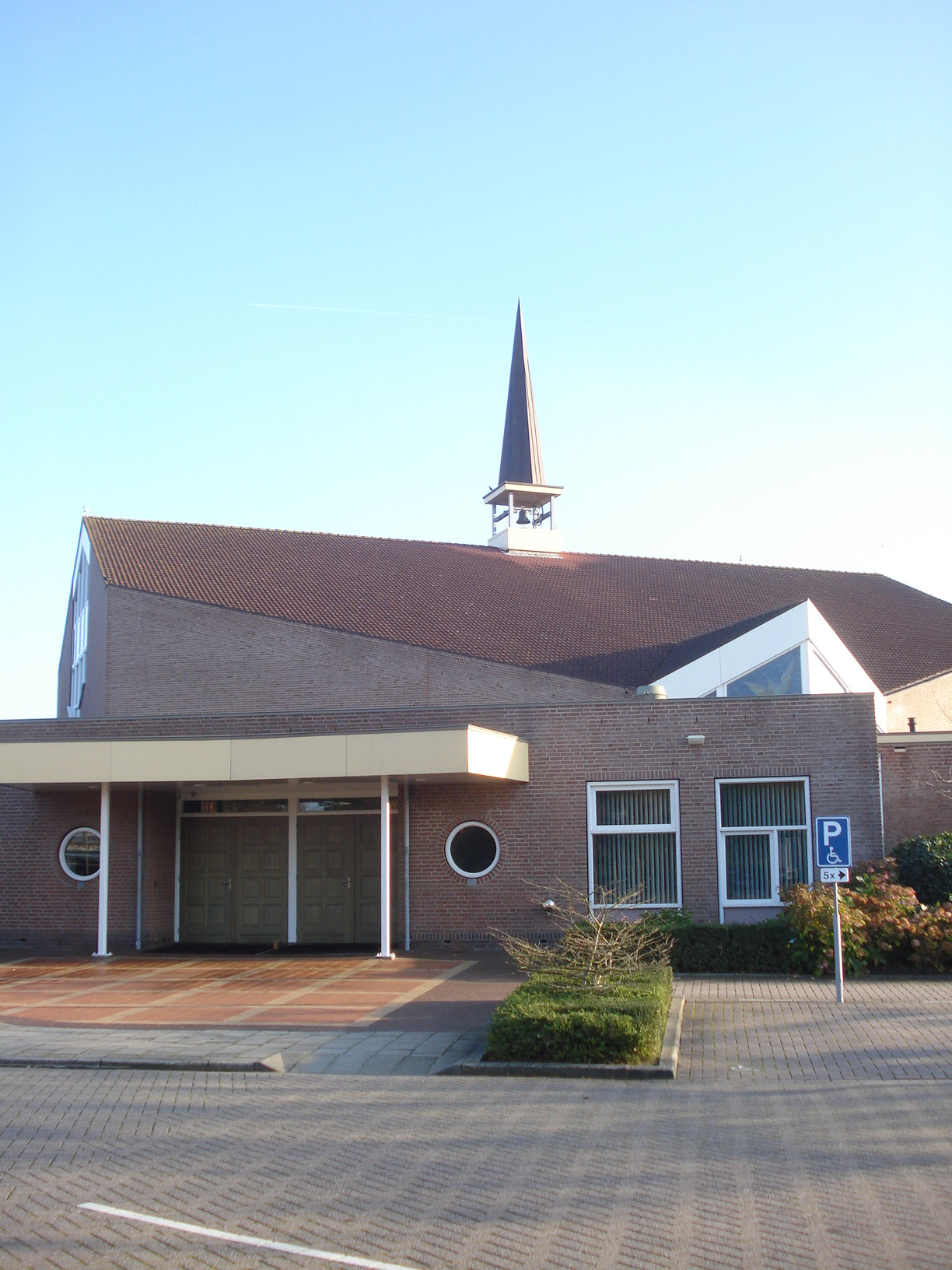
De kerk vanaf het parkeerterrein

De diensten staan in de bevindelijk gereformeerde traditie, waarbij de verkondiging van het Woord centraal staat. De gemeente zingt de psalmen in de berijming uit 1773. Er vinden drie diensten per zondag plaats.

## Dispositie van het orgel
Het orgel is afkomstig uit de oude kerk in het centrum van de stad en gebouwd in 1990. Voor de nieuwe kerk is het orgel uitgebreid door orgelmaker Fama & Raadgever, die het orgel ook had gebouwd. De dispositie is:
| Hoofdwerk (C-f''') - Bourdon 16' - Prestant 8' - Roerfluit 8' - Viola da Gamba 8' - Viola d'Amore 8' - Octaaf 4' - Fluit 4' - Quint 3' - Octaaf 2' - Sesquialter II-st. - Mixtuur V-st. - Fagot 16' - Trompet 8' - Vox Humana 8' | Positief (C-f''') - Prestant 8' (C-E in Holpijp) - Holpijp 8' - Prestant 4' - Roerfluit 4' - Nasard 3' - Octaaf 2' - Woudfluit 2' - Scherp IV-st. - Cornet V-st. - Dulciaan 8' - Tremulant | Pedaal (C-f') - Subbas 16' - Roerquint 12' - Prestant 8' - Gedekt 8' - Octaaf 4' - Bazuin 16' - Trombone 8' - Cinck 4' |

## Trivia
- Op 16 april 2011 werd in deze kerk de herdenkingsdienst gehouden voor de drie Arnemuidense vissers die omkwamen tijdens de ramp met de viskotter Nieuwpoort 28.[2]